# KXSW
Koordinaten: 45° 33′ 48″ N, 97° 3′ 35″ W
KXSW 89.9 FM ist eine US-amerikanische Radio-Station in South Dakota der Corporation For Native Broadcasting. Die Station bedient die Lake Traverse Indianer Reservation. Der Sender mit einer Leistung von 1 kW ERP sendet auf UKW 89,9 MHz und befindet sich in Sisseton, Roberts County.
KXSW ist das amtliche Rufzeichen, buchstabenweise gesprochen, ausgegeben von der amerikanischen Fernmeldebehörde Federal Communications Commission (FCC).